# Arriens-Gletscher
Der Arriens-Gletscher ist ein kleiner Gletscher im ostantarktischen Mac-Robertson-Land. Er fließt südlich des Casey Point im Mawson Escarpment in westlicher Richtung zum Lambert-Gletscher.
Kartiert wurde der Gletscher anhand von Luftaufnahmen der Australian National Antarctic Research Expeditions (ANARE) der Jahre 1956, 1960 und 1973. Das Antarctic Names Committee of Australia (ANCA) benannte ihn nach dem australischen Geologen Peter Arriens, Geochronologe der ANARE-Mannschaft, die 1973 in den Prince Charles Mountains tätig war.